# ناحیه فونتین پریری، شهرستان پایپ‌استون، مینه سوتا
ناحیه فونتین پریری (به انگلیسی: Fountain Prairie Township) یک منطقهٔ مسکونی در ایالات متحده آمریکا است که در شهرستان پایپستون، مینه‌سوتا واقع شده‌است.
 ناحیه فونتین پریری ۹۶٫۳ کیلومتر مربع مساحت و ۱۹۹ نفر جمعیت دارد و ۵۵۰ متر بالاتر از سطح دریا واقع شده‌است.